# St. Augustine, Florida
St. Augustine är en stad i St. Johns County i Florida, USA. Den ligger på Floridas östkust vid Atlanten. St. Augustine är administrativ huvudort (county seat) i St. Johns County. 
St. Augustine grundades av spanjorer 1565 och är den äldsta staden grundad av europeiska nybyggare på USA:s fastland som varit kontinuerligt bebodd sedan dess. Staden är uppkallad efter Augustinus, som var biskop i Hippo Regius.

## Kända personer från St. Augustine
- Edmund Kirby Smith, militär